# Villa Alhambra (Sliema)

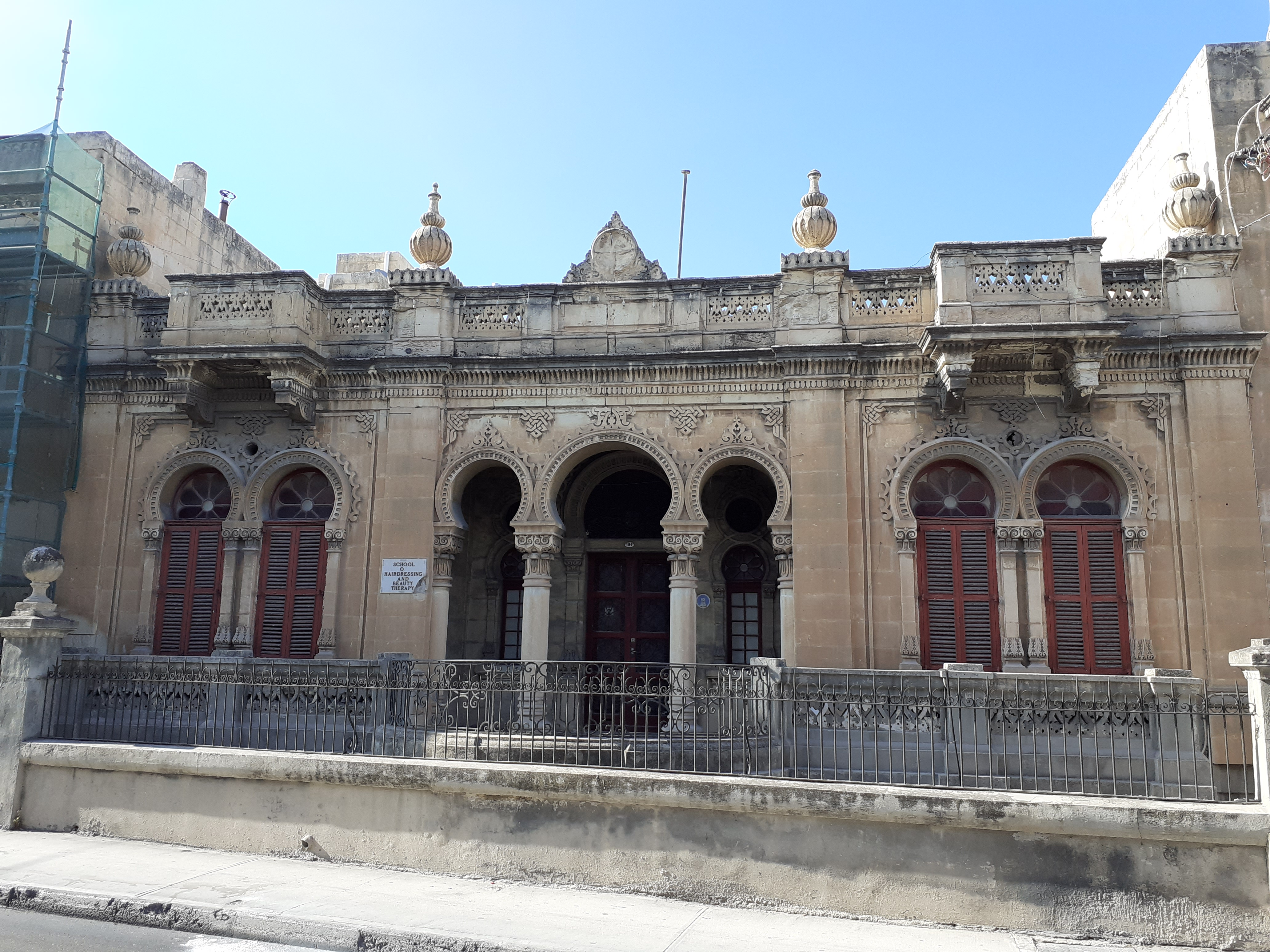
Villa Alhambra, Straßenfront

Die Villa Alhambra ist eine Villa des späten 19. Jahrhunderts in der Rudolphe Street in Sliema auf der maltesischen Hauptinsel Malta. Sie steht als Grade-I-Bauwerk unter Denkmalschutz.

## Geschichte
Der maltesische Architekt und Superintendent of Public Works Emanuele Luigi Galizia entwarf in den 1880er-Jahren die Villa Alhambra zusammen mit zwei anderen Wohnhäusern (Villa Alcazar und Villa Pax) als Ensemble im spanisch-maurischen Stil. Zu jener Zeit war Sliema nicht mehr als eine ländliche Ansiedlung, von der aus man den Marsamxett Harbour überblicken konnte, und inmitten von Äckern gelegen. Die drei neuerbauten Anwesen waren die ersten geplanten Bauwerke in diesem Ort, sie bildeten das Eingangstor zur heute Rudolphe Street genannten Hauptstraße des Dorfes und waren weithin sichtbar.
Das Gebäude diente ihm und seiner Familie als Sommerresidenz und war bis 2003 Wohnsitz der Familie Galizia, die sich später Caruana Galizia nannte. Da die Erbengemeinschaft inzwischen auf mehr als 30 Personen angewachsen war, wurde es dann unter der Bedingung verkauft, dass das Gebäude vom neuen Eigentümer nicht abgebrochen werden dürfte, um an dieser Stelle Wohnblöcke zu errichten. In Zusammenarbeit mit der maltesischen Denkmalschutzbehörde MEPA wurde ein Unternehmen beauftragt, um notwendige umfangreiche Restaurierungsarbeiten am Gebäude und den Skulpturen vorzunehmen.

## Beschreibung
Das eingeschossige Gebäude zeigt einen auffälligen exotischen Stil, der sowohl indische (Mogul-Architektur) als auch maurische (Alhambra) Einflüsse aufweist. Dies kommt etwa in den hufeisenförmigen Bögen und den durchbrochenen Flächen zum Ausdruck, mit denen der Architekt das Gebäude ausstattete.
Der Eingang ist neobarock gestaltet und bildet damit einen kontrastreichen Übergang von der mogul-maurischen Fassade zur eher nüchtern viktorianisch gehaltenen Innenausstattung des Gebäudes. Im Eingangsbereich finden sich vier Fresken des maltesischen Malers Giuseppe Calì (1846–1930), die in Anlehnung an Antonio Vivaldis Vier Jahreszeiten die vier Jahreszeiten Frühling, Sommer, Herbst und Winter darstellen.